# Lijst van voetbalinterlands Costa Rica - El Salvador
Deze lijst van voetbalinterlands is een overzicht van alle officiële voetbalwedstrijden tussen de nationale teams van Costa Rica en El Salvador. De Midden-Amerikaanse landen speelden tot op heden 69 keer tegen elkaar. De eerste ontmoeting, een vriendschappelijke wedstrijd, werd gespeeld in Havana (Cuba) op 22 maart 1930. Het laatste duel, eveneens een vriendschappelijke wedstrijd, vond plaats op 2 februari 2024 in San José.

## Wedstrijden
| №  | Plaats         | Datum             | Competitie                  | Wedstrijd                | Uitslag |
| -- | -------------- | ----------------- | --------------------------- | ------------------------ | ------- |
| 1  | Guatemala-Stad | 14 september 1921 | Vriendschappelijk           | Costa Rica − El Salvador | 7 − 0   |
| 2  | Havana         | 22 maart 1930     | Vriendschappelijk           | Costa Rica – El Salvador | 9 – 2   |
| 3  | Havana         | 26 maart 1930     | Vriendschappelijk           | Costa Rica − El Salvador | 5 − 0   |
| 4  | San Salvador   | 30 maart 1935     | Vriendschappelijk           | El Salvador – Costa Rica | 1 – 6   |
| 5  | Panama-Stad    | 12 februari 1938  | Vriendschappelijk           | Costa Rica − El Salvador | 7 − 0   |
| 6  | San Salvador   | 25 februari 1940  | Vriendschappelijk           | El Salvador − Costa Rica | 3 − 2   |
| 7  | San Salvador   | 10 maart 1940     | Vriendschappelijk           | El Salvador − Costa Rica | 0 − 1   |
| 8  | San José       | 18 mei 1941       | CCCF-kampioenschap 1941     | Costa Rica – El Salvador | 3 – 1   |
| 9  | San Salvador   | 9 december 1943   | CCCF-kampioenschap 1943     | El Salvador – Costa Rica | 4 – 2   |
| 10 | San Salvador   | 19 december 1943  | CCCF-kampioenschap 1943     | El Salvador – Costa Rica | 2 – 4   |
| 11 | San José       | 13 maart 1946     | CCCF-kampioenschap 1946     | Costa Rica – El Salvador | 4 – 0   |
| 12 | Guatemala-Stad | 29 februari 1948  | CCCF-kampioenschap 1948     | Costa Rica – El Salvador | 3 – 1   |
| 13 | Guatemala-Stad | 18 maart 1948     | CCCF-kampioenschap 1948     | El Salvador – Costa Rica | 0 – 6   |
| 14 | Guatemala-Stad | 26 februari 1950  | Vriendschappelijk           | Costa Rica – El Salvador | 1 – 0   |
| 15 | San José       | 8 maart 1953      | CCCF-kampioenschap 1953     | Costa Rica – El Salvador | 5 – 1   |
| 16 | Tegucigalpa    | 19 augustus 1955  | CCCF-kampioenschap 1955     | Costa Rica – El Salvador | 4 – 0   |
| 17 | San José       | 17 maart 1961     | CCCF-kampioenschap 1961     | Costa Rica – El Salvador | 4 – 0   |
| 18 | San Salvador   | 3 april 1963      | CONCACAF-kampioenschap 1963 | El Salvador – Costa Rica | 1 – 4   |
| 19 | Guatemala-Stad | 8 april 1965      | CONCACAF-kampioenschap 1965 | Costa Rica – El Salvador | 1 – 2   |
| 20 | San Salvador   | 29 oktober 1967   | Vriendschappelijk           | El Salvador – Costa Rica | 3 – 1   |
| 21 | San Salvador   | 11 september 1968 | Vriendschappelijk           | El Salvador – Costa Rica | 1 – 1   |
| 22 | San José       | 14 november 1968  | Vriendschappelijk           | Costa Rica – El Salvador | 3 – 0   |
| 23 | San Salvador   | 14 september 1969 | Vriendschappelijk           | El Salvador – Costa Rica | 2 – 1   |
| 24 | San José       | 26 februari 1970  | Vriendschappelijk           | Costa Rica – El Salvador | 2 – 0   |
| 25 | San José       | 1 oktober 1972    | Vriendschappelijk           | Costa Rica – El Salvador | 2 – 0   |
| 26 | San José       | 8 oktober 1972    | Vriendschappelijk           | Costa Rica – El Salvador | 1 – 0   |
| 27 | San Salvador   | 1 december 1976   | WK 1978 kwalificatie        | El Salvador – Costa Rica | 1 – 1   |
| 28 | San José       | 15 december 1976  | WK 1978 kwalificatie        | Costa Rica – El Salvador | 1 – 1   |
| 29 | San Salvador   | 26 oktober 1980   | WK 1982 kwalificatie        | El Salvador – Costa Rica | 2 – 0   |
| 30 | San José       | 10 december 1980  | WK 1982 kwalificatie        | Costa Rica – El Salvador | 0 – 0   |
| 31 | San José       | 6 februari 1985   | Vriendschappelijk           | Costa Rica – El Salvador | 2 – 1   |
| 32 | San Salvador   | 13 februari 1985  | Vriendschappelijk           | El Salvador – Costa Rica | 1 – 0   |
| 33 | Los Angeles    | 21 februari 1989  | Vriendschappelijk           | El Salvador – Costa Rica | 1 – 1   |
| 34 | San Salvador   | 25 juni 1989      | WK 1990 kwalificatie        | El Salvador – Costa Rica | 2 – 4   |
| 35 | San José       | 16 juli 1989      | WK 1990 kwalificatie        | Costa Rica – El Salvador | 1 – 0   |
| 36 | San José       | 29 mei 1991       | UNCAF Nations Cup 1991      | Costa Rica – El Salvador | 7 – 1   |
| 37 | San José       | 4 maart 1992      | Vriendschappelijk           | Costa Rica – El Salvador | 2 – 0   |
| 38 | San Salvador   | 29 april 1992     | Vriendschappelijk           | El Salvador – Costa Rica | 1 – 1   |
| 39 | Tegucigalpa    | 5 maart 1993      | UNCAF Nations Cup 1993      | Costa Rica – El Salvador | 1 – 0   |
| 40 | San Salvador   | 3 december 1995   | UNCAF Nations Cup 1995      | El Salvador – Costa Rica | 2 – 1   |
| 41 | San Salvador   | 10 december 1995  | UNCAF Nations Cup 1995      | El Salvador – Costa Rica | 2 – 1   |
| 42 | Guatemala-Stad | 25 april 1997     | UNCAF Nations Cup 1997      | Costa Rica – El Salvador | 1 – 0   |
| 43 | San Salvador   | 4 mei 1997        | WK 1998 kwalificatie        | El Salvador – Costa Rica | 2 – 1   |
| 44 | San José       | 10 augustus 1997  | WK 1998 kwalificatie        | Costa Rica – El Salvador | 0 – 0   |
| 45 | San José       | 28 maart 1999     | UNCAF Nations Cup 1999      | Costa Rica – El Salvador | 4 – 0   |
| 46 | Tegucigalpa    | 3 juni 2001       | UNCAF Nations Cup 2001      | El Salvador – Costa Rica | 1 – 1   |
| 47 | Panama-Stad    | 11 februari 2003  | UNCAF Nations Cup 2003      | El Salvador – Costa Rica | 0 – 1   |
| 48 | Foxborough     | 19 juli 2003      | CONCACAF Gold Cup 2003      | Costa Rica – El Salvador | 5 – 2   |
| 49 | Guatemala-Stad | 21 februari 2005  | UNCAF Nations Cup 2005      | Costa Rica – El Salvador | 2 – 1   |
| 50 | San Salvador   | 16 februari 2007  | UNCAF Nations Cup 2007      | El Salvador – Costa Rica | 0 – 2   |
| 51 | San Salvador   | 13 oktober 2007   | Vriendschappelijk           | El Salvador – Costa Rica | 2 – 2   |
| 52 | San José       | 20 augustus 2008  | WK 2010 kwalificatie        | Costa Rica – El Salvador | 1 – 0   |
| 53 | San Salvador   | 19 november 2008  | WK 2010 kwalificatie        | El Salvador – Costa Rica | 1 – 3   |
| 54 | Tegucigalpa    | 30 januari 2009   | UNCAF Nations Cup 2009      | Costa Rica – El Salvador | 1 – 0   |
| 55 | San José       | 1 april 2009      | WK 2010 kwalificatie        | Costa Rica – El Salvador | 1 – 0   |
| 56 | Carson         | 3 juli 2009       | CONCACAF Gold Cup 2009      | Costa Rica – El Salvador | 1 – 2   |
| 57 | San Salvador   | 9 september 2009  | WK 2010 kwalificatie        | El Salvador – Costa Rica | 1 – 0   |
| 58 | Quesada        | 12 oktober 2010   | Vriendschappelijk           | Costa Rica – El Salvador | 2 – 1   |
| 59 | Charlotte      | 9 juni 2011       | CONCACAF Gold Cup 2011      | Costa Rica – El Salvador | 1 – 1   |
| 60 | San José       | 8 juni 2012       | WK 2014 kwalificatie        | Costa Rica – El Salvador | 2 – 2   |
| 61 | San Salvador   | 12 oktober 2012   | WK 2014 kwalificatie        | El Salvador – Costa Rica | 0 – 1   |
| 62 | San José       | 25 januari 2013   | Copa Centroamericana 2013   | Costa Rica – El Salvador | 1 – 0   |
| 63 | Houston        | 11 juli 2015      | CONCACAF Gold Cup 2015      | Costa Rica − El Salvador | 1 − 1   |
| 64 | Panama-Stad    | 13 januari 2017   | Copa Centroamericana 2017   | Costa Rica − El Salvador | 0 − 0   |
| 65 | Carson         | 21 augustus 2021  | Vriendschappelijk           | El Salvador − Costa Rica | 0 − 0   |
| 66 | San José       | 10 oktober 2021   | WK 2022 kwalificatie        | Costa Rica − El Salvador | 2 − 1   |
| 67 | San Salvador   | 27 maart 2022     | WK 2022 kwalificatie        | El Salvador − Costa Rica | 1 − 2   |
| 68 | Harrison       | 30 juni 2023      | CONCACAF Gold Cup 2023      | El Salvador − Costa Rica | 0 − 0   |
| 69 | San José       | 2 februari 2024   | Vriendschappelijk           | Costa Rica − El Salvador | 2 − 0   |

## Samenvatting
| Competitie                             | Totaal gespeeld | Winst Costa Rica | Gelijk | Winst El Salvador | Doelsaldo Costa Rica – El Salvador |
| -------------------------------------- | --------------- | ---------------- | ------ | ----------------- | ---------------------------------- |
| WK-kwalificatie                        | 16              | 8                | 5      | 3                 | 20 − 14                            |
| CONCACAF Gold Cup                      | 5               | 1                | 3      | 1                 | 8 − 6                              |
| CCCF-kampioenschap                     | 9               | 8                | 0      | 1                 | 35 − 9                             |
| CONCACAF-kampioenschap                 | 2               | 1                | 0      | 1                 | 5 − 3                              |
| UNCAF Nations Cup/Copa Centroamericana | 13              | 9                | 2      | 2                 | 23 − 7                             |
| Vriendschappelijk                      | 24              | 15               | 5      | 4                 | 61 − 19                            |
| Totaal                                 | 69              | 42               | 15     | 12                | 152 − 58                           |

Wedstrijden bepaald door strafschoppen worden, in lijn met de FIFA, als een gelijkspel gerekend.

## Details

### Zestiende ontmoeting
| CCCF-kampioenschap 1955 (Tegucigalpa, Honduras, 19 augustus 1955):                      |       |             |
| Costa Rica                                                                              | 4 – 0 | El Salvador |
| Mario Cordero 16' (pen.) Mardoqueo González 50' Rodolfo Herrera 76' Rodolfo Herrera 85' | goals |             |

### Achttiende ontmoeting
| CONCACAF-kampioenschap 1963 (San Salvador, El Salvador, 3 april 1963): |       |                                                                          |
| El Salvador                                                            | 1 – 4 | Costa Rica                                                               |
| Armando Chacón 48'                                                     | goals | 17' Juan González 22' Juan González 72' Juan González 77' Walter Pearson |

### 51ste ontmoeting
| Vriendschappelijk (San Salvador, El Salvador, 13 oktober 2007): |       |                                    |
| El Salvador                                                     | 2 – 2 | Costa Rica                         |
| Eliseo Quintanilla 61' Shawn Martin 87'                         | goals | 26' Victor Núñez 37' Carlos Castro |

### 62ste ontmoeting
| Copa Centroamericana 2013 (San José, Costa Rica, 25 januari 2013): |       |             |
| Costa Rica                                                         | 1 – 0 | El Salvador |
| Rodney Wallace 72'                                                 | goals |             |

### 63ste ontmoeting
| CONCACAF Gold Cup 2015 (Houston, Verenigde Staten, 11 juli 2015): |       |                    |
| Costa Rica                                                        | 1 – 1 | El Salvador        |
| Bryan Ruiz 60'                                                    | goals | 90+2' Dustin Corea |

### 64ste ontmoeting
| Copa Centroamericana 2017 (Panama-Stad, Panama, 13 januari 2017): |              | |
| Costa Rica | 0 – 0        | El Salvador |
| | goals        | |
| Óscar Ramírez | bondscoach   | Eduardo Lara |
| Patrick Pemberton Allan Miranda Christopher Meneses Francisco Calvo Jhonny Acosta Michael Umaña Deyver Vega 57' Osvaldo Rodríguez 75' Randall Azofeifa 66' Marvin Angulo John Jairo Ruiz | opstellingen | Benji Villalobos Bryan Tamacas Roberto Domínguez Alexander Larín 67' Gerson Mayén Henry Romero Néstor Renderos Richard Menjívar 81' Nelson Bonilla 75' Óscar Céren Rodolfo Zelaya |
| Johan Venegas 57' David Guzmán 66' Elías Aguilar 75' | wissels      | 67' Herbert Sosa 75' Andrés Flores 81' Irvin Herrera |

FEDEFUTBOL · A-internationals · Selecties · Bondscoaches · Costa Ricaans vrouwenelftal · Costa Rica U21 · Costa Rica U20 · Costa Rica U19 · Costa Rica U18 · Costa Rica U17
1920 – 1949 ·
1950 – 1969 ·
1970 – 1979 ·
1980 – 1989 ·
1990 – 1999 ·
2000 – 2009 ·
2010 – 2019 ·
2020 − 2029
Copa América 1997 · 
Copa América 2001 · 
Copa América 2004 · 
Copa América 2011 · 
Copa América 2016
WK 1990 · 
WK 2002 · 
WK 2006 · 
WK 2014 · 
WK 2018
OS 1980 · 
OS 1984 · 
OS 2004
1921 · 
1922–1929 · 
1930 · 
1931–1934 · 
1935 · 
1936–1937 · 
1938 · 
1939 · 
1940 · 
1941 · 
1942 · 
1943 · 
1944–1945 · 
1946 · 
1947 · 
1948 · 
1949 · 
1950 · 
1951 · 
1952 · 
1953 · 
1954 · 
1955 · 
1956 · 
1957 · 
1958 · 
1959 · 
1960 · 
1961 · 
1962 · 
1963 · 
1964 · 
1965 · 
1966 · 
1967 · 
1968 · 
1969 · 
1970 · 
1971 · 
1972 · 
1973 · 
1974–1975 · 
1976 · 
1977–1978 · 
1979 · 
1980 · 
1981–1982 · 
1983 · 
1984 · 
1985 · 
1986 · 
1987 · 
1988 · 
1989 · 
1990 · 
1991 · 
1992 · 
1993 · 
1994 · 
1995 · 
1996 · 
1997 · 
1998 · 
1999 · 
2000 · 
2001 · 
2002 · 
2003 · 
2004 · 
2005 · 
2006 · 
2007 · 
2008 · 
2009 · 
2010 · 
2011 · 
2012 · 
2013 · 
2014 · 
2015 · 
2016 · 
2017 ·
2018 ·
2019 ·
2020 ·
2021 ·
2022 ·
2023 ·
2024
Argentinië ·
Aruba ·
Australië ·
Barbados ·
België ·
Belize ·
Bermuda ·
Bolivia ·
Bosnië en Herzegovina ·
Brazilië ·
Canada ·
Chili ·
China ·
Colombia ·
Cuba ·
Curaçao ·
Dominicaanse Republiek ·
Duitsland ·
Ecuador ·
El Salvador ·
Engeland ·
Finland ·
Frankrijk ·
Grenada ·
Griekenland ·
Guatemala ·
Guyana ·
Haïti ·
Honduras ·
Hongarije ·
Ierland ·
Iran ·
Italië ·
Jamaica ·
Japan ·
Joegoslavië ·
Kameroen ·
Marokko ·
Mexico ·
Nederland ·
Nederlandse Antillen ·
Nicaragua ·
Nieuw-Zeeland ·
Nigeria ·
Noord-Ierland ·
Noorwegen ·
Oekraïne ·
Oezbekistan ·
Oman ·
Oostenrijk ·
Panama ·
Paraguay ·
Peru ·
Polen ·
Puerto Rico ·
Qatar ·
Rusland ·
Saint Kitts en Nevis ·
Saint Vincent en de Grenadines ·
Saoedi-Arabië ·
Schotland ·
Servië ·
Slowakije ·
Sovjet-Unie ·
Spanje ·
Suriname ·
Trinidad en Tobago ·
Tsjechië ·
Tsjecho-Slowakije ·
Tunesië ·
Turkije ·
Uruguay ·
Venezuela ·
Verenigde Arabische Emiraten ·
Verenigde Staten ·
Wales ·
Zuid-Afrika ·
Zuid-Korea ·
Zweden ·
Zwitserland
Brazilië (2018) ·
China (2002) · 
Duitsland (2006) · 
Ecuador (2006) · 
Engeland (2014) · 
Griekenland (2014) · 
Italië (2014) ·
Nederland (2014) · 
Polen (2006) · 
Servië (2018) ·
Spanje (2022) ·
Turkije (2002) · 
Uruguay (2014) ·
Zwitserland (2018)
FSF · A-internationals · Selecties · Bondscoaches · Statistieken · Salvadoraans vrouwenelftal ·  
Olympisch elftal · El Salvador U21 · El Salvador U19 · El Salvador U17
1920 – 1929 · 
1930 – 1939 · 
1940 – 1949 · 
1950 – 1959 · 
1960 – 1969 · 
1970 – 1979 · 
1980 – 1989 · 
1990 – 1999 · 
2000 – 2009 · 
2010 – 2019 ·
2020 − 2029
Gold Cup 1991 · 
Gold Cup 1993 · 
Gold Cup 1996 · 
Gold Cup 1998 · 
Gold Cup 2000 · 
Gold Cup 2002 · 
Gold Cup 2003 · 
Gold Cup 2005 · 
Gold Cup 2007 · 
Gold Cup 2009 · 
Gold Cup 2011 · 
Gold Cup 2013
WK 1970 · 
WK 1982
OS 1968
1921 · 
1922–1927 · 
1928 · 
1929 · 
1930 · 
1931–1934 · 
1935 · 
1936–1937 · 
1938 · 
1939–1940 · 
1941 · 
1942 · 
1943 · 
1944–1945 · 
1946 · 
1947 · 
1948 · 
1949 · 
1950 · 
1951–1952 · 
1953 · 
1954 · 
1955 · 
1955–1960 · 
1961 · 
1962 · 
1963 · 
1964 · 
1965 · 
1966 · 
1967 · 
1968 · 
1969 · 
1970 · 
1971 · 
1972 · 
1973 · 
1974 · 
1975 · 
1976 · 
1977 · 
1978 · 
1979 · 
1980 · 
1981 · 
1982 · 
1983 · 
1984 · 
1985 · 
1986 · 
1987 · 
1988 · 
1989 · 
1990 · 
1991 · 
1992 · 
1993 · 
1994 · 
1995 · 
1996 · 
1997 · 
1998 · 
1999 · 
2000 · 
2000 · 
2001 · 
2002 · 
2003 · 
2004 · 
2005 · 
2006 · 
2007 · 
2008 · 
2009 · 
2010 · 
2011 · 
2012 · 
2013 ·
2014 ·
2015 ·
2016 ·
2017 ·
2018 ·
2019 ·
2020 ·
2021 ·
2022 ·
2023
Amerikaanse Maagdeneilanden ·
Anguilla ·
Antigua en Barbuda ·
Argentinië ·
Armenië ·
Aruba ·
Barbados ·
België ·
Belize ·
Bermuda ·
Bolivia ·
Brazilië ·
Canada ·
Chili ·
China ·
Colombia ·
Costa Rica ·
Cuba ·
Curaçao ·
Dominicaanse Republiek ·
Ecuador ·
Estland ·
GOS ·
Grenada ·
Griekenland ·
Guatemala ·
Guyana ·
Haïti ·
Honduras ·
Hongarije ·
IJsland ·
Ivoorkust ·
Jamaica ·
Japan ·
Joegoslavië ·
Kaaimaneilanden ·
Mexico ·
Moldavië · 
Montserrat ·
Nederlandse Antillen ·
Nicaragua ·
Nieuw-Zeeland ·
Panama ·
Paraguay ·
Peru ·
Puerto Rico ·
Qatar ·
Rusland ·
Saint Kitts en Nevis ·
Saint Lucia ·
Saint Vincent en de Grenadines ·
Sovjet-Unie ·
Spanje ·
Suriname ·
Trinidad en Tobago ·
Venezuela ·
Verenigde Staten ·
Zuid-Korea